# 瓦列里·库巴索夫
瓦列里·尼古拉耶维奇·库巴索夫（俄语：Вале́рий Никола́евич Куба́сов，1935年1月7日—2014年2月19日），是一名苏联宇航员，出生于苏联弗拉基米尔州维亚兹尼基。
他执行了三次飞行计划，包括两次联盟计划。他在联盟六号和联盟十九号（阿波罗-联盟任务）中担任飞行工程师。之后担任联盟三十六号的机长。
2014年2月19日，瓦列里·库巴索夫在俄罗斯莫斯科去世，享年79岁。安葬于特罗耶库罗夫公墓。

## 荣誉
- 苏联英雄（1969年10月22日，1975年7月22日）
- 太空探索優異獎章（2011年4月12日）[3]
- 拜科努尔荣誉市民（1977年）[4]

## 其他链接
- 瓦列里·库巴索夫在互联网电影资料库（IMDb）上的資料（英文）
- 在美国国家航空航天局的档案资料 （页面存档备份，存于）
- 阿波罗-联盟测试计划 （页面存档备份，存于）